# Pyaang (peuple)
Pour les articles homonymes, voir Pyaang.
Les Pyaang est un peuple d'Afrique centrale établi en République démocratique du Congo. Ils font partie du grand groupe des Kuba.

## Ethnonymie
Selon les sources, on observe quelques variantes : Pyanga, Pying, Kuba, Piong, Pianga, Bapianga.

## Culture

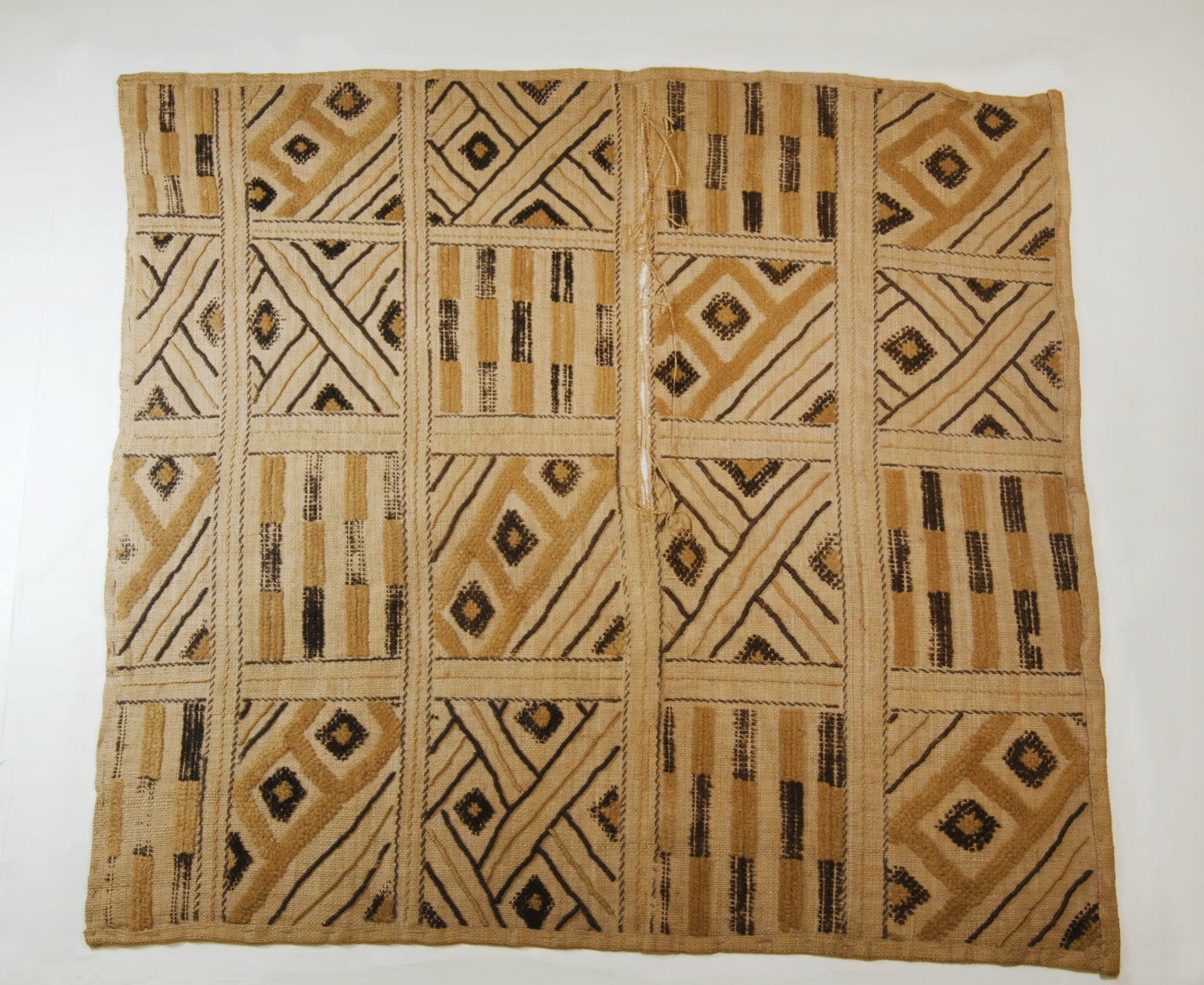
Tissu de raphia